# Sciurus vulgaris
Lo scoiattolo rosso (Sciurus vulgaris, Linnaeus, 1758) è un mammifero che appartiene alla famiglia degli Sciuridae, dell'ordine dei Roditori, della classe dei Mammiferi.
Viene chiamato "scoiattolo rosso" nonostante il colore del suo mantello, oltre che bruno rossastro, possa essere anche marrone scuro fino quasi al nero.

## Sistematica
Sono state descritte numerose sottospecie, alcune di dubbia validità. La specie mostra infatti un'ampia variabilità nel colore della pelliccia, con una gamma che va dal rosso al marrone scuro e con notevoli variabilità cromatica nello stesso individuo, spesso dotato di pancia dal vello bianco e criniera dorsale più scura del vello laterale.
Attualmente sono riconosciute 23 sottospecie:
- S. v. alpinus. Desmarest, 1822. (= S. v. baeticus, hoffmanni, infuscatus, italicus, meridionalis, numantius, segurae o silanus.)
- S. v. altaicus. Serebrennikov, 1928.
- S. v. anadyrensis. Ognew, 1929.
- S. v. arcticus. Trouessart, 1906. (= S. v. jacutensis.)
- S. v. balcanicus. Heinrich, 1936. (= S. v. istrandjae o rhodopensis.)
- S. v. chiliensis. G.B. Sowerby III, 1921.
- S. v. cinerea. Hermann, 1804.
- S. v. dulkeiti. Ognew, 1929.
- S. v. exalbidus. Pallas, 1778. (= S. v. argenteus o kalbinensis.)
- S. v. fedjushini. Ognew, 1935.
- S. v. formosovi. Ognew, 1935.
- S. v. fuscoater. Altum, 1876. (= S. v. brunnea, gotthardi, graeca, nigrescens, russus o rutilans.)
- S. v. fusconigricans. Dvigubsky, 1804.
- S. v. leucourus. Kerr, 1792.
- S. v. lilaeus. Miller, 1907. (= S. v. ameliae o croaticus.)
- S. v. mantchuricus. Thomas, 1909. (= S. v. coreae o coreanus.)
- S. v. martensi. Matschie, 1901. (= S. v. jenissejensis.)
- S. v. ognevi. Migulin, 1928. (= S. v. bashkiricus, golzmajeri o uralensis.)
- S. v. orientis. Thomas, 1906.
- S. v. rupestris. Thomas, 1907.
- S. v. ukrainicus. Migulin, 1928. (= S. v. kessleri.)
- S. v. varius. Gmelin, 1789.
- S. v. vulgaris. Linnaeus, 1758.[4] (= S. v. albonotatus, albus, carpathicus, europaeus, niger, rufus o typicus.)

Le sottospecie presenti in Italia sono:
- Sciurus vulgaris fuscoater;
- Sciurus vulgaris alpinus (o Sciurus vulgaris italicus Bonaparte, 1838).

Sciurus vulgaris meridionalis - Lucifero, 1907 - endemica di Calabria e Basilicata, caratterizzata dal mantello di colore nero, è ora considerata una specie separata: Sciurus meridionalis.

## Caratteristiche

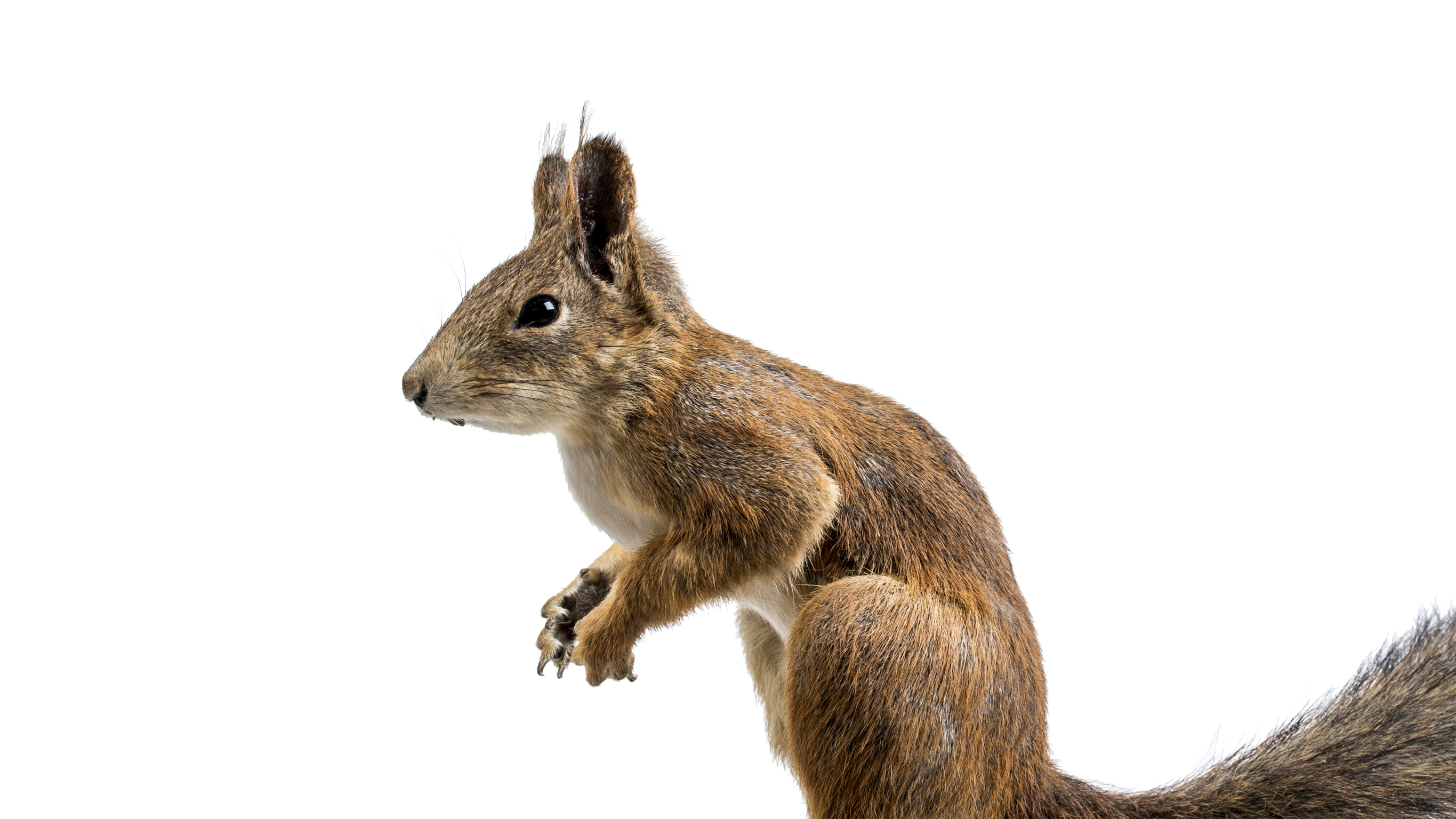
Sciurus vulgaris - MUSE

Lo scoiattolo rosso è lungo circa 25 cm senza la coda; questa è lunga da 15 a 20 cm. Il peso va da 250 a 340 g. Una coda così lunga è utile nel balzare da un albero all'altro e nel correre lungo i rami, assicurando l'equilibrio. Ha inoltre una funzione termica, contribuendo a mantenere il calore del corpo nel sonno. Durante il corteggiamento la coda serve come segnale visivo e viene sollevata e agitata in modo del tutto particolare. La colorazione del mantello è molto variabile e va dal marrone rossiccio al marrone scuro; queste diverse tonalità sembrano essere determinate da vari fattori legati al clima, alla copertura vegetale, all'alimentazione, oltre che da quelli genetici. La parte inferiore del corpo è sempre bianca. Le zampe posteriori, più lunghe di quelle anteriori, permettono all'animale di muoversi con molta agilità sul terreno, mentre le forti unghie e i cuscinetti plantari gli consentono di arrampicarsi con sorprendente abilità sugli alberi.

## Distribuzione e habitat

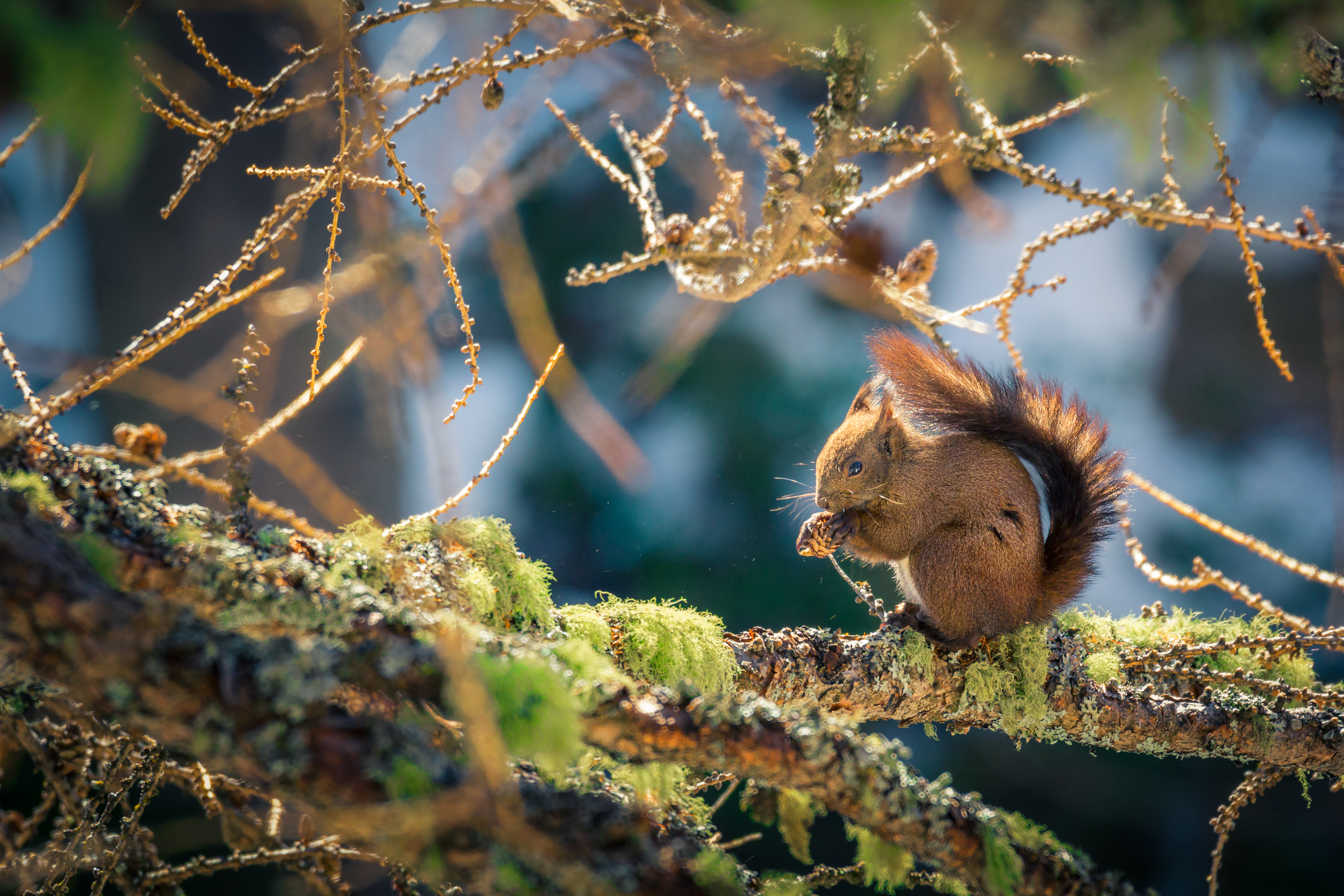
Uno scoiattolo comune nel Parco Nazionale del Gran Paradiso

Lo scoiattolo rosso è autoctono dell'Europa, compresa la Gran Bretagna, ma è diffuso in tutta l'Eurasia sino alla Corea e al Giappone. In Italia è in netto declino a causa dell'introduzione di una specie alloctona, lo scoiattolo grigio nordamericano (Sciurus carolinensis).
È presente in buona parte del territorio italiano; assente in zone antropizzate e non forestali, come nella bassa Pianura Padana, nel versante adriatico costiero (Gargano, Conero e Ancona esclusi), nella zona di Piombino, in alcune zone calabresi e nelle isole. In Valle d'Aosta lo si può trovare sino al limite superiore della vegetazione. In Piemonte la sua sopravvivenza è messa in grave pericolo da una popolazione di scoiattoli grigi, introdotta accidentalmente nel 1948, che si sta espandendo rapidamente con il rischio concreto che possa dilagare nell'Italia settentrionale e anche in quella centrale.
Lo scoiattolo nero meridionale (Sciurus meridionalis), facilmente osservabile nei boschi dai 600 ai 1500 metri, riconosciuto recentemente come specie autoctona di Basilicata e Calabria, ha una colorazione scura del manto. È probabile che appartenga a una popolazione rimasta isolata nel periodo delle glaciazioni da quelle dello scoiattolo rosso, presente più a nord, che si è pian piano differenziata fino a diventare una specie autonoma.

## Biologia
Lo scoiattolo rosso è un roditore, onnivoro, che vive prevalentemente sugli alberi.
L'animale rimane attivo anche durante la stagione invernale; solo in caso di consistenti e prolungate nevicate si rifugia nel proprio nido per più giorni consecutivi.

### Riproduzione e mortalità
L'accoppiamento può avvenire nel tardo inverno di febbraio-marzo e in estate tra giugno e luglio. La femmina può avere fino a 2 gravidanze l'anno. Ciascuna figliata di solito consiste in 3-4 piccoli, ma ne possono esser partoriti anche 6. La gestazione dura 38-39 giorni. I neonati sono ciechi, sordi, non autosufficienti e pesano tra 10 e 15 g. Se ne occupa soltanto la madre. Il corpo dei cuccioli si ricopre di peli al ventunesimo giorno di vita; acquisiscono la vista dopo tre o quattro settimane. Lo sviluppo dei denti si completa dopo 42 giorni. Il giovane scoiattolo può mangiare cibi solidi una quarantina di giorni dopo la nascita; a questo punto può lasciare il nido per procurarsi il cibo da solo, anche se la madre continuerà ad allattarlo fino allo svezzamento completo, intorno alle venti settimane di età.
Per l'accoppiamento i maschi individuano le femmine in calore dall'odore emesso. Anche se non c'è un corteggiamento vero e proprio, il maschio insegue la femmina anche per un'ora prima di riuscire ad accoppiarsi. Solitamente più maschi inseguono una femmina, finché il maschio dominante, in genere il più grosso, riesce a conquistarla. Maschi e femmine si accoppiano più volte e con diversi partner. Le femmine devono raggiungere una massa corporea minima per essere feconde e quelle più pesanti danno alla luce mediamente più piccoli. Se il cibo è scarso, la riproduzione viene ritardata. Le femmine raggiungono la maturità sessuale al secondo anno.
Lo scoiattolo rosso vive in media tre anni; alcuni raggiungono i sette anni, in cattività anche dieci. La sopravvivenza è legata alla disponibilità di semi di cui nutrirsi in autunno e inverno; dal 75 all'85% dei giovani perisce durante il primo inverno, mentre al secondo inverno la mortalità scende al 50% circa.

## Mitologia
Lo scoiattolo non fa parte della mitologia né della favolistica greca o romana. È citato occasionalmente da alcuni autori per la caratteristica curiosa (secondo una credenza popolare) di farsi ombra con la coda nelle giornate assolate; da qui il nome greco σκίουρος (skíouros) (da cui il latino sciurus) che significa letteralmente "che si fa ombra".
Secondo la mitologia norrena, lo scoiattolo è sacro a Loki (dio del fuoco e del caos) per via del colore rosso acceso della pelliccia; per lo stesso motivo è caro a Thor, rosso di capelli.
Ratatoskr (dal norreno "dente che perfora") è, nella mitologia norrena, il nome dello scoiattolo che vive su Yggdrasill, l'albero cosmico. Ratatoskr percorre instancabilmente e con fulminea velocità il tronco dalle radici, dove si annida il serpente Níðhöggr, sino alla sommità dei rami, dove sta una grande aquila, facendo da tramite per le male parole che i due si scambiano incessantemente.
(Snorri Sturluson - Edda in prosa - Gylfaginning XVI)
Secondo la filologa germanica, come asserisce Gianna Chiesa Isnardi, lo scoiattolo Ratatoskr rappresenta la velocità; suo compito è permettere che l'antagonismo fra cielo e terra, fra bene e male, fra sfera spirituale e sfera materiale non si interrompa mai.
Nella simbologia pittorica cristiana del Medioevo lo scoiattolo rappresenta il diavolo, sempre per il colore rosso della pelliccia oltre che per l'agilità e la rapidità.

## Galleria d'immagini

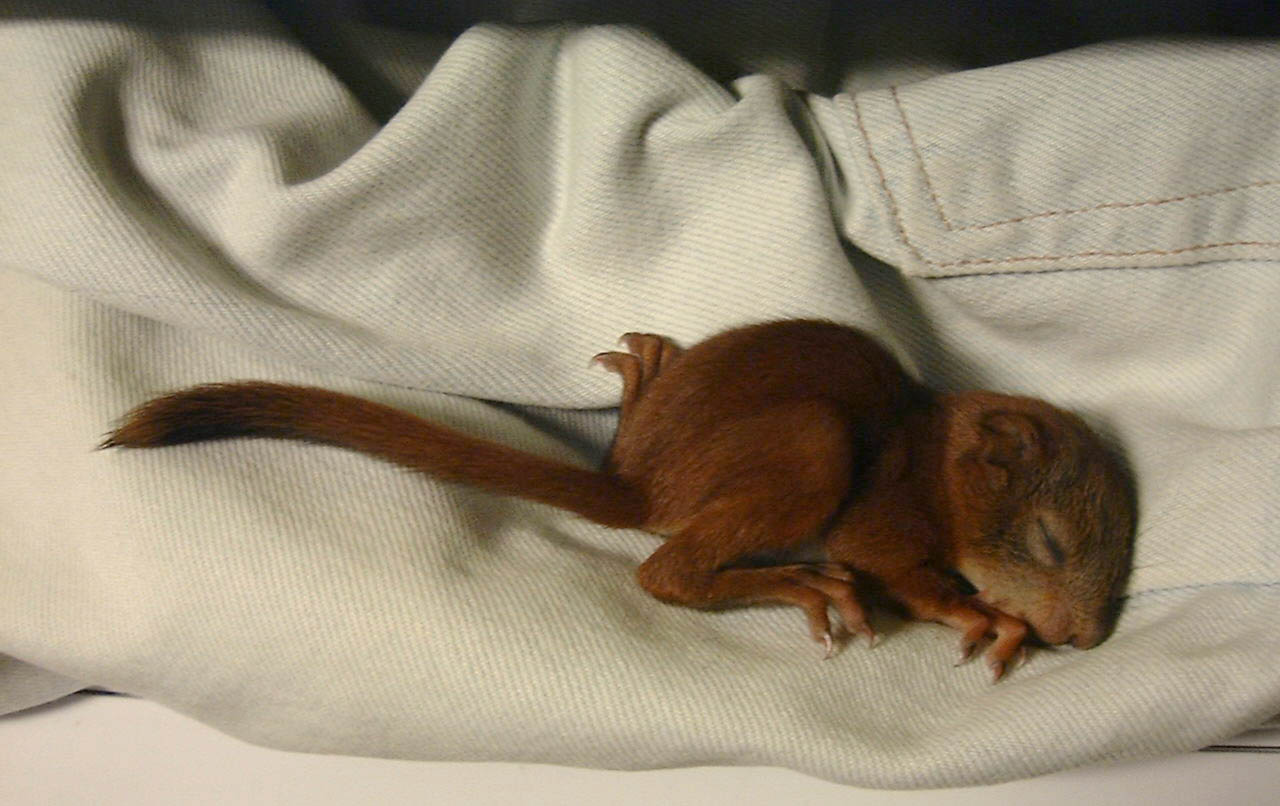
Piccolo di due settimane
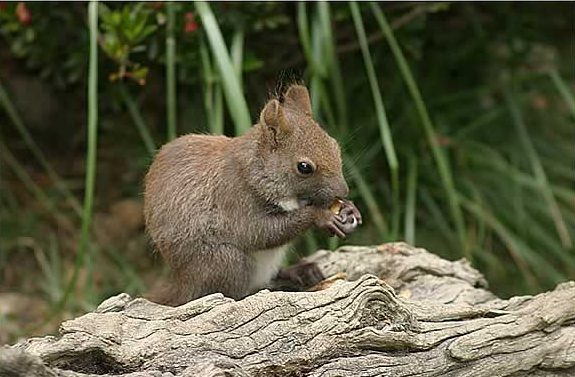
Esemplare con pelliccia estiva bruna
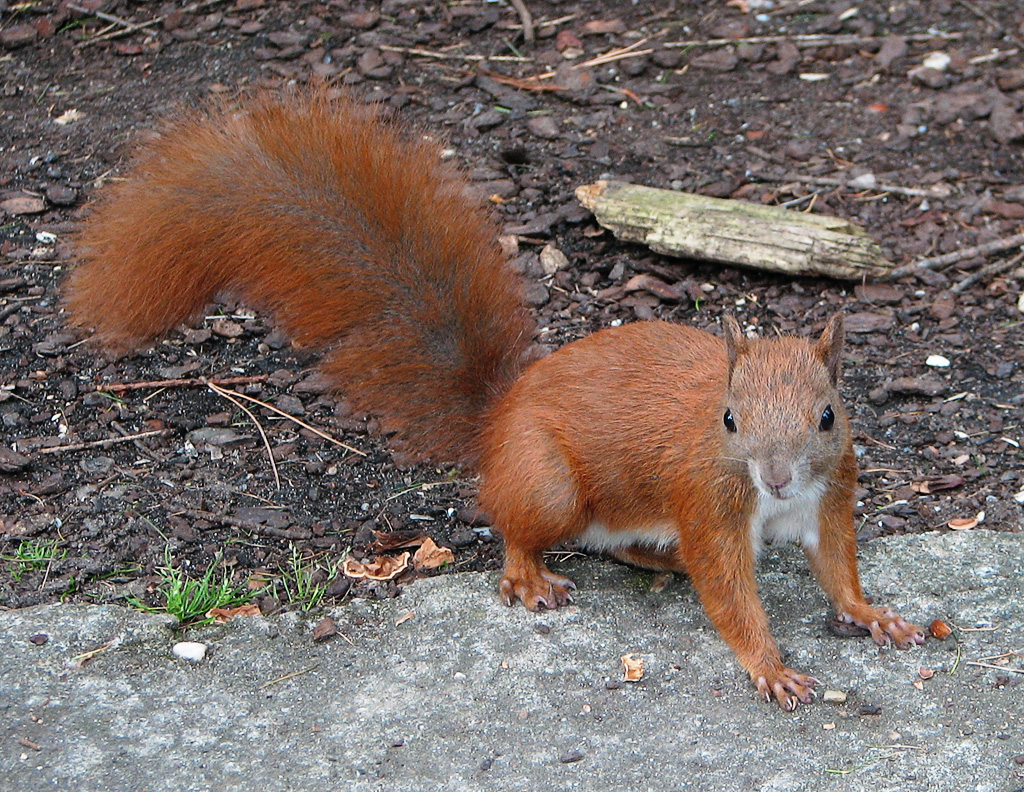
Esemplare con pelliccia estiva rossa
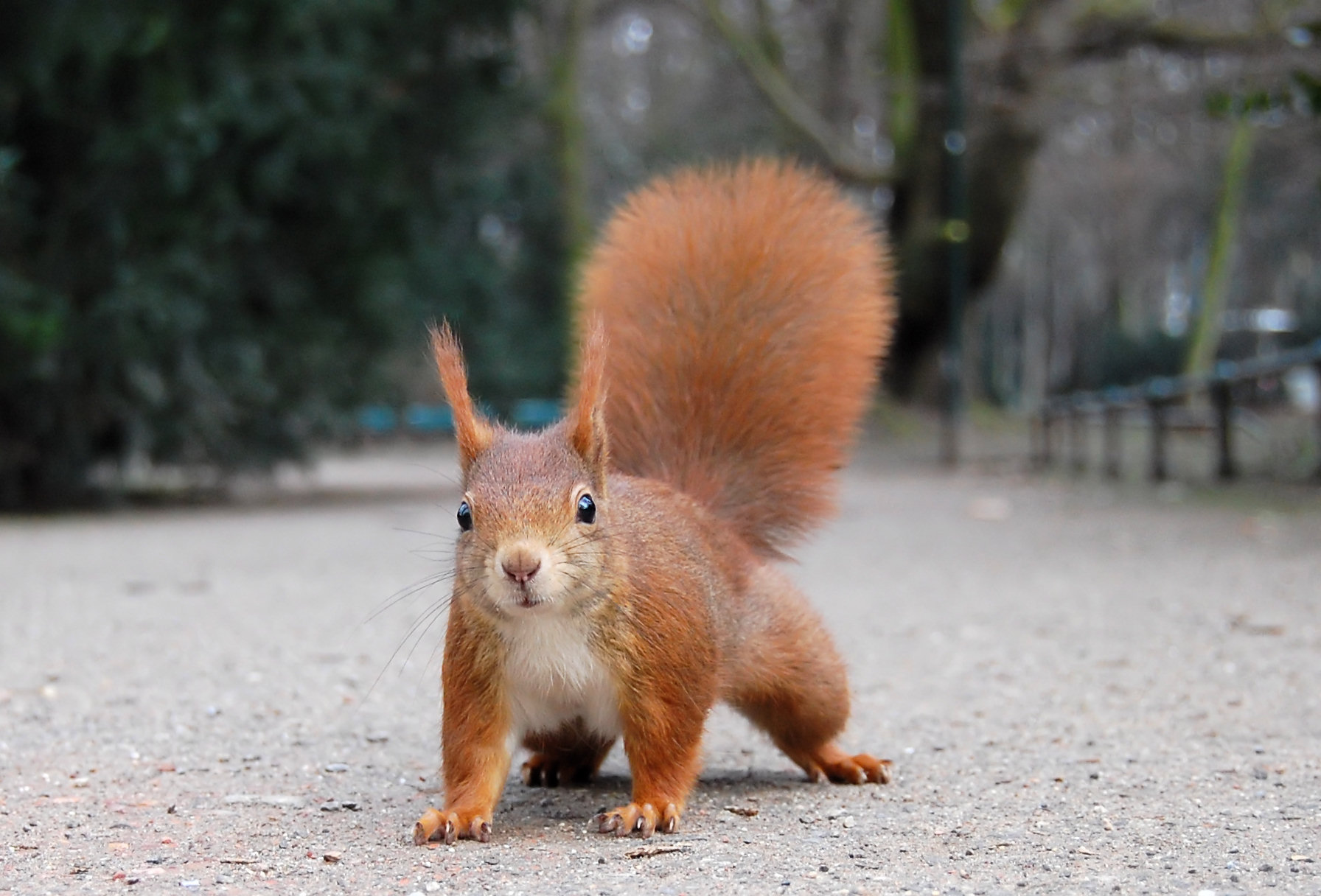
Esemplare con pelliccia invernale